# DaKooka
Катерина Єрьоменко (29 листопада 1993 , Чернівці ), псевдонім daKooka — українська співачка, авторка пісень, композиторка з України. Створює музику переважно в електронному, трип-хоп, драм-н-бейс, інді-рок, поп та експериментальному стилях. Репертуар співачки переважно російськомовний; станом на 2022 рік у репертуарі було дві українськомовні пісні.
З 2017 року Єрьоменко критикують через неодноразові концерти в Росії.

## Життєпис

### Ранні роки
Катерина Єрьоменко народилась у Чернівцях. Закінчила музичну школу за класом «фортепіано». За запрошенням учительки співала у церковному хорі. Із цього досвіду почерпнула деякі моменти для власної творчості: манера бек-вокалів, ідея з безліччю звукових доріжок для більш атмосферного звучання пісень, — на ці експерименти її надихнули високі ноти, які беруть хористки.
З дитинства співачку називали Кукою. При створенні електронної скриньки «Kooka» виявилося закоротким, а додане «da» увійшло в псевдонім.
Здобула спеціальність інженера-технолога харчової промисловості.

### Початок кар'єри
Першу пісню написала у 18 років, опублікувала у «Вконтакте». З цього почалося створення інших композицій та розвиток проєкту daKooka. Виступала в чернівецьких пабах, а згодом зі знайомими музикантами утворила гурт daKooka Live Band, з яким гастролювала Україною. Зараз працює як сольна виконавиця.
Перший англомовний альбом «Radha» вийшов у березні 2015 року. Він названий на честь індійської богині любові, адже ця тема у ньому є наскрізною.
У 2016 році daKooka випустила міні-альбом «Очень весело с моими друзьями», пройнятий меланхолійним настроєм та нотами сарказму.
2017 року бере участь у проєкті «Голос країни-7», ховаючи обличчя під вуаллю. Вийшовши на сцену під час етапу «нокаутів», виконала популярний хіт Юссу Н'Дура «7 Seconds». Під час емоційного виступу зірвала вуаль. Джамала впізнала солістку проєкту daKooka. «Це неймовірно цікава нова музика, яку ви пишете самі», — зазначила Джамала. Після виконання фрагмента власної пісні, Потап відмовив співачці: «Я не буду тебе саджати на стілець не тому, що ти не гідна. Я хочу тебе захистити від складного змагання, хочу, щоб ти присвятила себе своїй сольній кар'єрі. Це називається піти з тріумфом!».
У листопаді 2017 року випускає другий міні-альбом «Гордо».
Наступного року виходять повноформатний альбом «Герой», яка стає відомою завдяки вірусності заголовкового треку[джерело?], та міні-альбом «Форма».
У листопаді 2019 року на українських телеекранах вийшов молодіжний серіал «Перші ластівки», де пісні DaKooka присутні серед саундтреків. Того ж року у вересні вийшла платівка «Стренджлава», яка, однак, не привернула такої уваги, як попередня робота музикантки.
У липні 2021 року виходить повноформатний альбом «31006», над яким вона працювала 2 роки і на якому позначилися зміни в її звучанні.

## Мова пісень
Майже всі пісні Єрьоменко записані англійською та російською мовами. Єдині 4 україномовні пісні в репертуарі — «Запам'ятай», «Не дорікай» ,«1991» та «Дельфіни».
Катерина народилася в Чернівцях, виросла в російськомовній родині. Згодом вона згадувала, що «бабуся з дитинства співала колискові російською мовою». В одному з інтерв'ю вона заявила, що її улюблена мова — російська.
2016 року, коли задля припинення монополії російськомовної пісні на радіо, було запроваджено закон про квоти на українськомовну музику, Єрьоменко відреагувала на це дуже негативно. В інтерв'ю вона заявляла, що цим законом її силоміць змушують писати [пісні] українською, однак вона хоче писати саме російською.

## Контроверсійності

### Концерти в Росії після початку російсько-української війни
Після початку 2014 року російсько-української війни Єрьоменко продовжила створювати російськомовні пісні та виступати у Росії. 2017 року вона мала концерти в Москві на андеграундному фестиваль «Боль» та на різних концертних майданчиках на кшталт московського арт-простору «INOY LOFT». 2016—2018 року її концерти у Львові, Вінниці, Рівному та Луцьку було скасовано через гастролі співачки у Росії та попередження про протести на запланованих концертах активістів місцевих осередків «Правого сектора».
Згодом музичний журналіст і редактор журналу «Слух» Данило Панімаш заявляв, що незважаючи на критику, Єрьоменко продовжила виступати в РФ. 2017 року видання «Галицький кореспондент» внесла Єрьоменко до переліку «10 українських зірок, які проміняли Батьківщину на російські рублі».[неавторитетне джерело]
Співачка агресивно реагує на критику, на зауваження коментаторів в Інстаграмі про її неоднозначну політичну позицію, посилала їх на фронт та писала гомофобні погрози в приватні повідомлення.

## Дискографія
Співачка входить у пул співаків лейблу «Moon records».
- Radha (LP, 2015)
- Очень весело с моими друзьями (EP, 2016)
- Гордо (EP, 2017)
- Герой (LP, 2018)
- Форма (EP, 2018)
- Стренджлава (LP, 2019)
- Так интереснее (EP, 2020)
- Да кто такой этот ваш FEAT? (LP, 2020)
- KTSH 3.10.06, Ч.1 (EP, 2021)
- 31006 (LP, 2021)

## Нагороди та номінації
| Рік  | Премія | Категорія    | Номінація | Результат |
| 2022 | YUNA   | Інший формат | DaKooka   | Перемога  |